# Monstera
Monstera (Monstera Adans.) – rodzaj pnączy z rodziny obrazkowatych, obejmujący 37 gatunków pochodzących z Ameryki Środkowej i Południowej, od Meksyku do Boliwii i Brazylii. Monstera Adansona została introdukowana do Portoryko, a monstera dziurawa na Seszelach i Wyspach Towarzystwa.

## Morfologia
PokrójRosłe pnącza o dużych, charakterystycznych liściach, osiągające nawet 20 metrów wysokości.
ŁodygaDługie i grube łodygi pnące, tworzące w węzłach korzenie powietrzne. Tkanki tych roślin zawierają liczne trichosklereidy, które są odpowiedzialne za ich drewnienie.

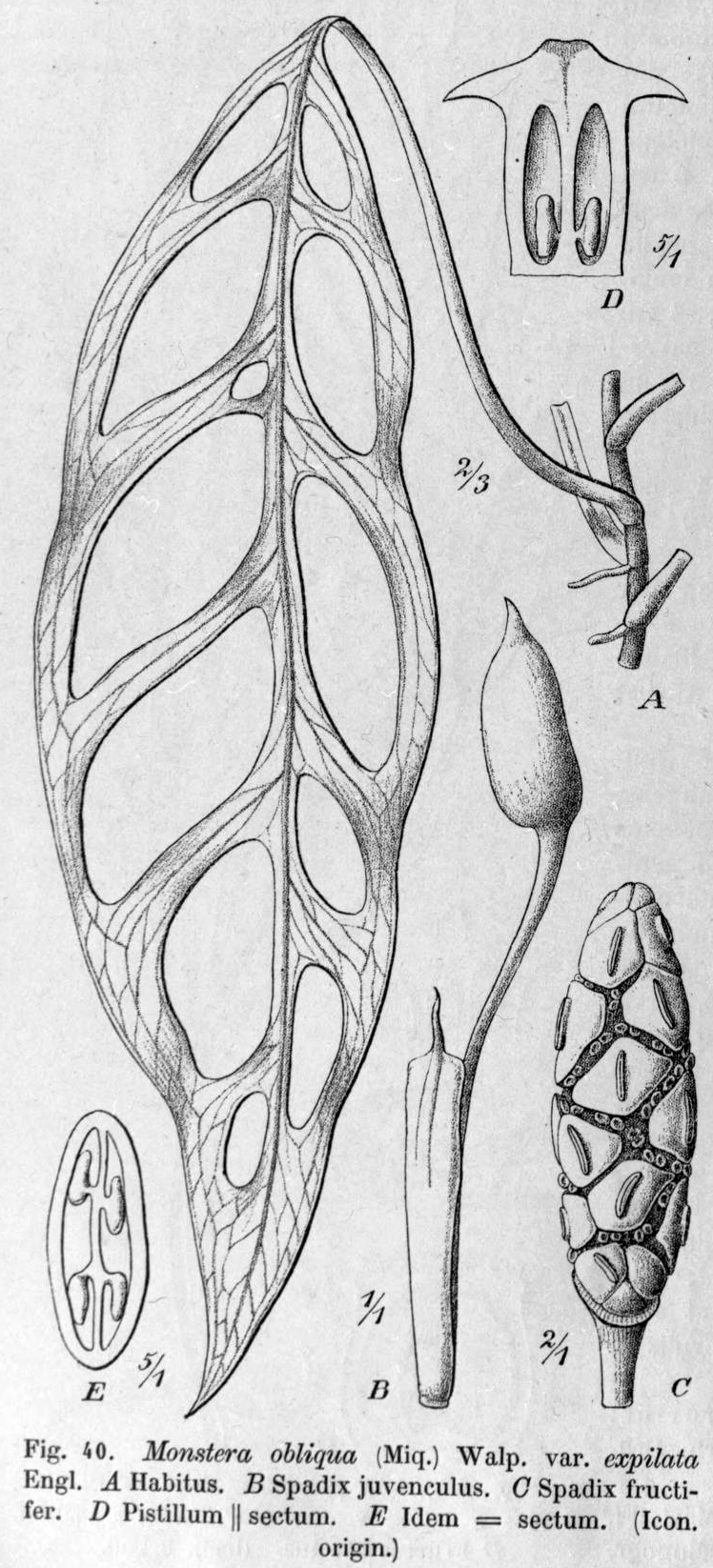
Morfologia monstery perforowanej

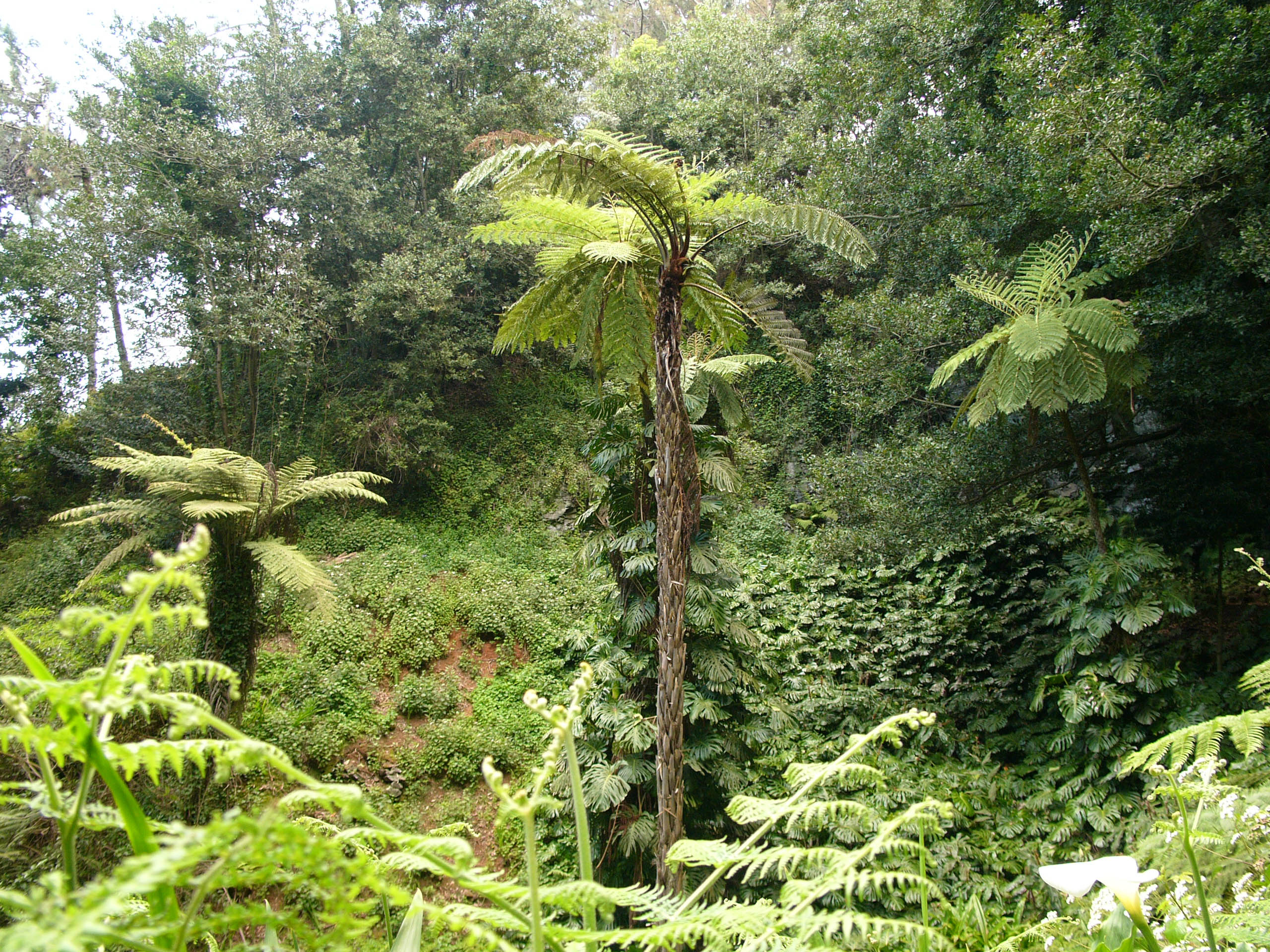
Monstera dziurawa na stanowisku naturalnym

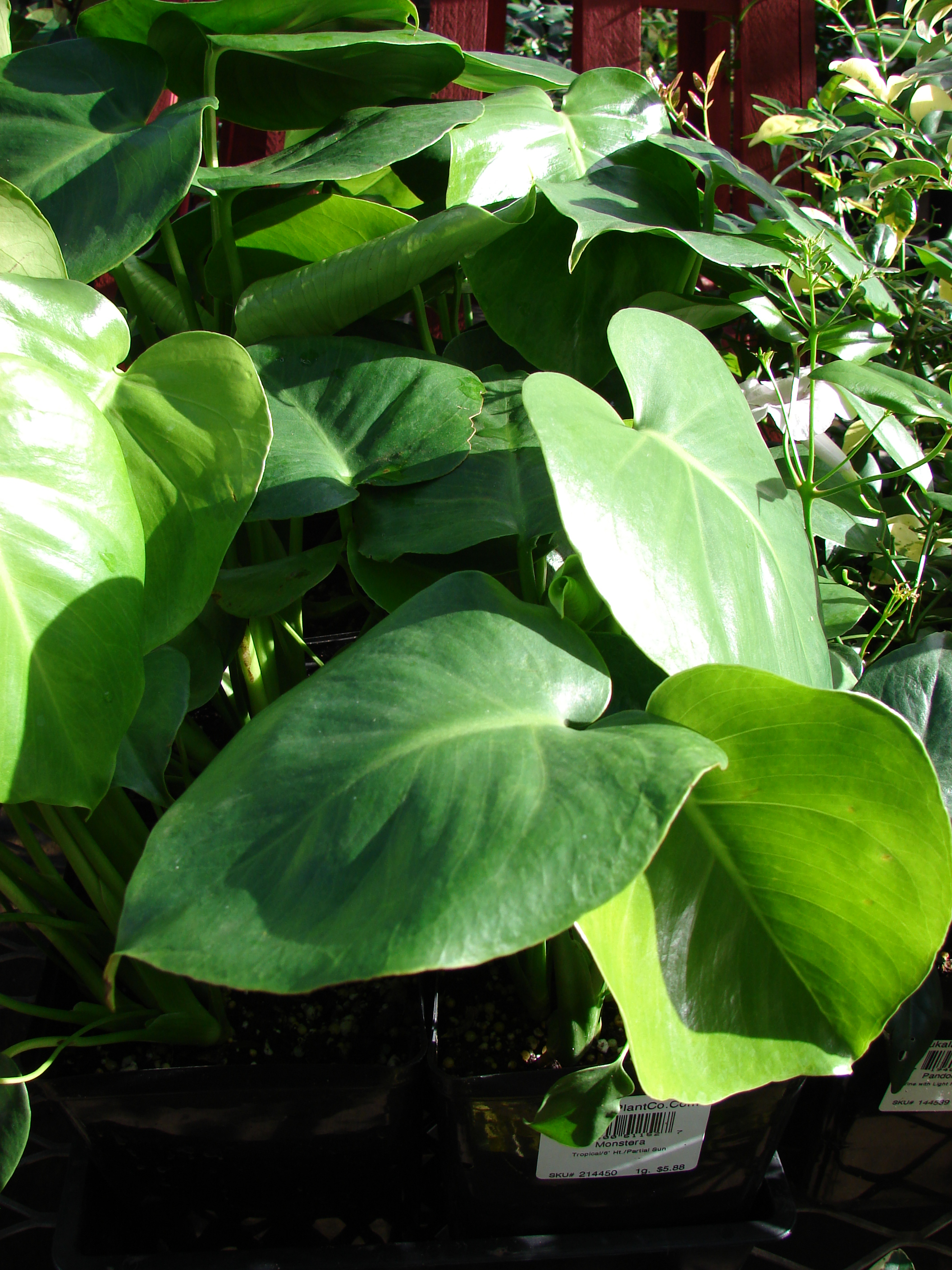
Liście młodociane monstery dziurawej

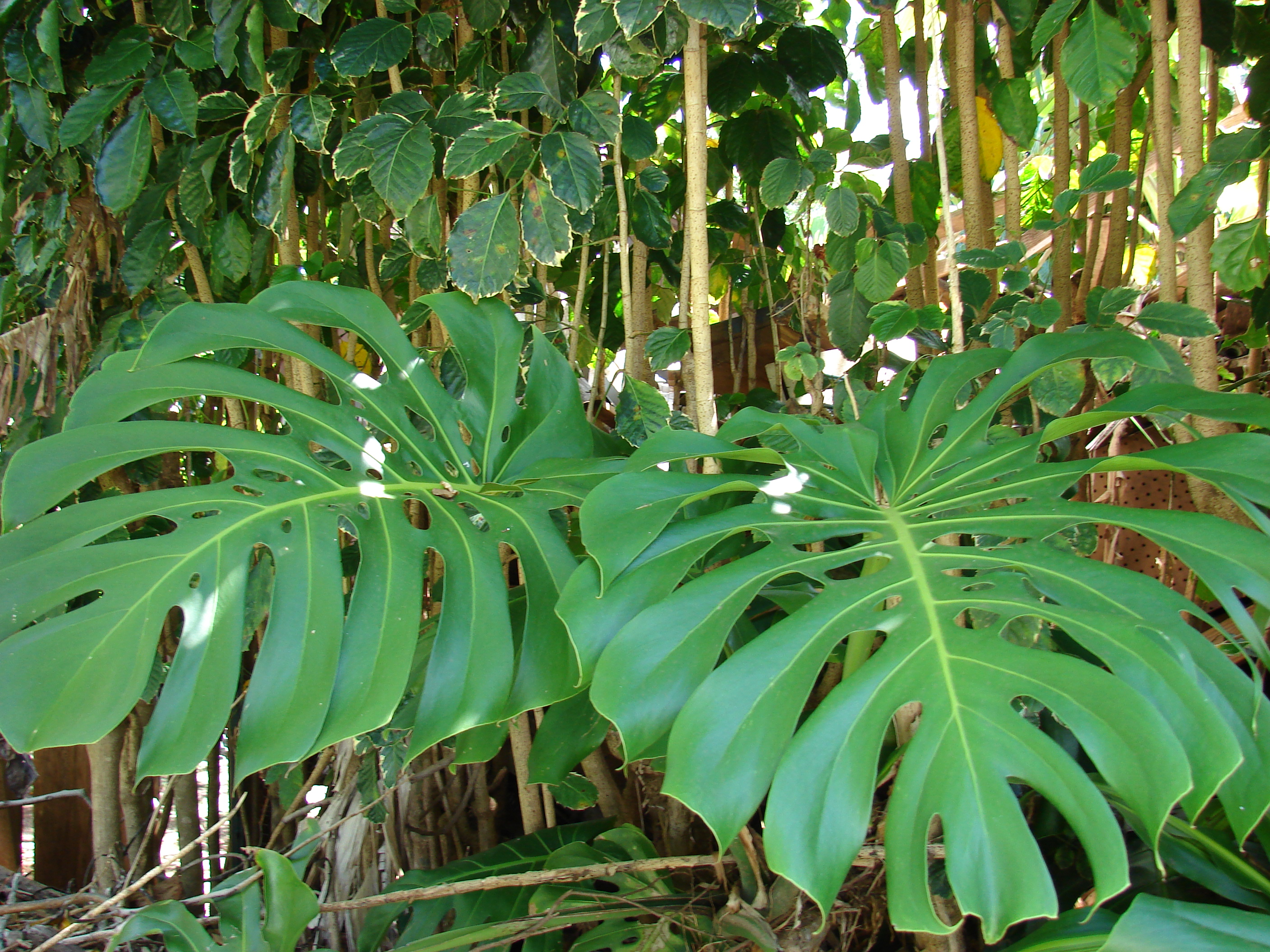
Liście dojrzałe monstery dziurawej

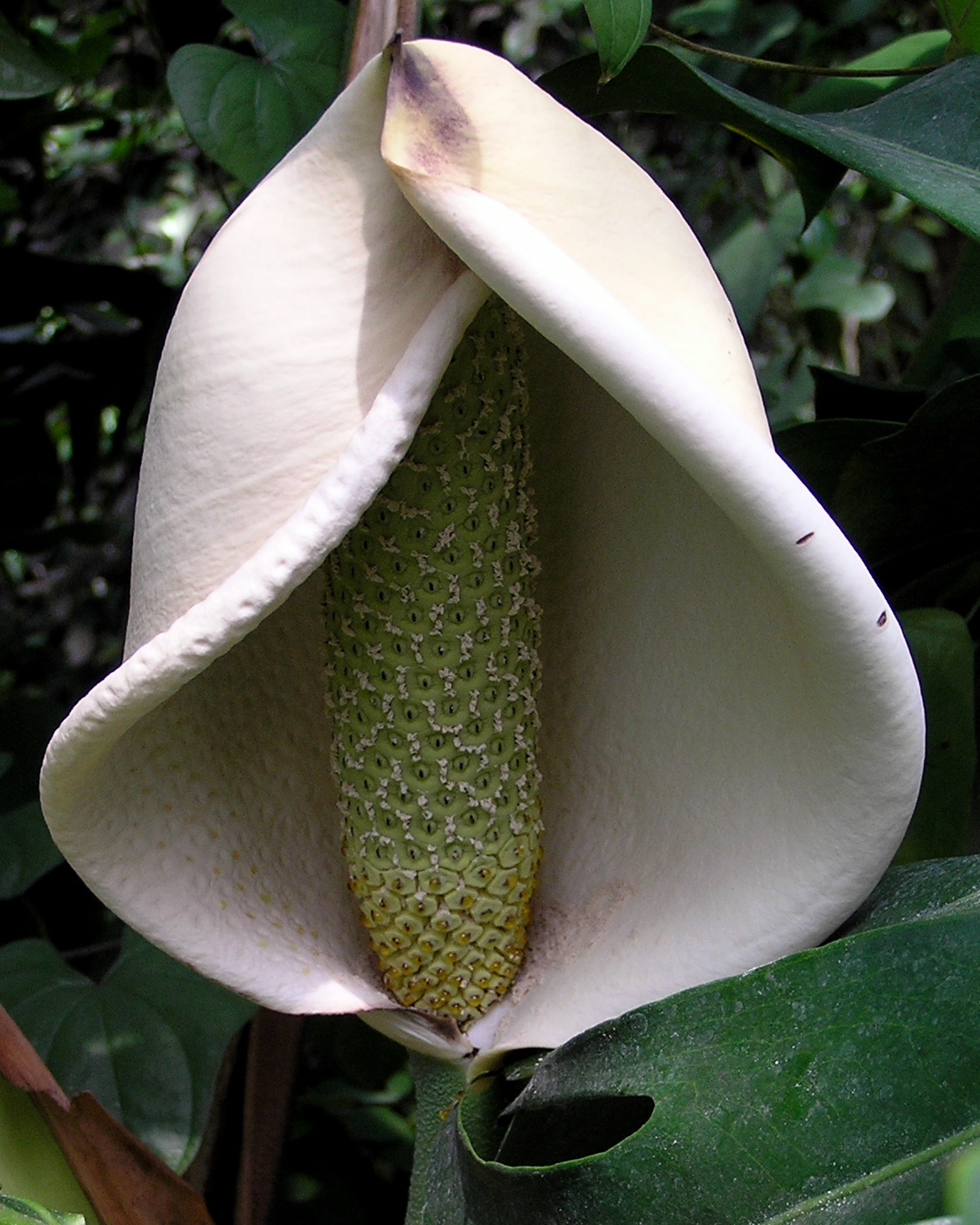
Kwiatostan monstery dziurawej

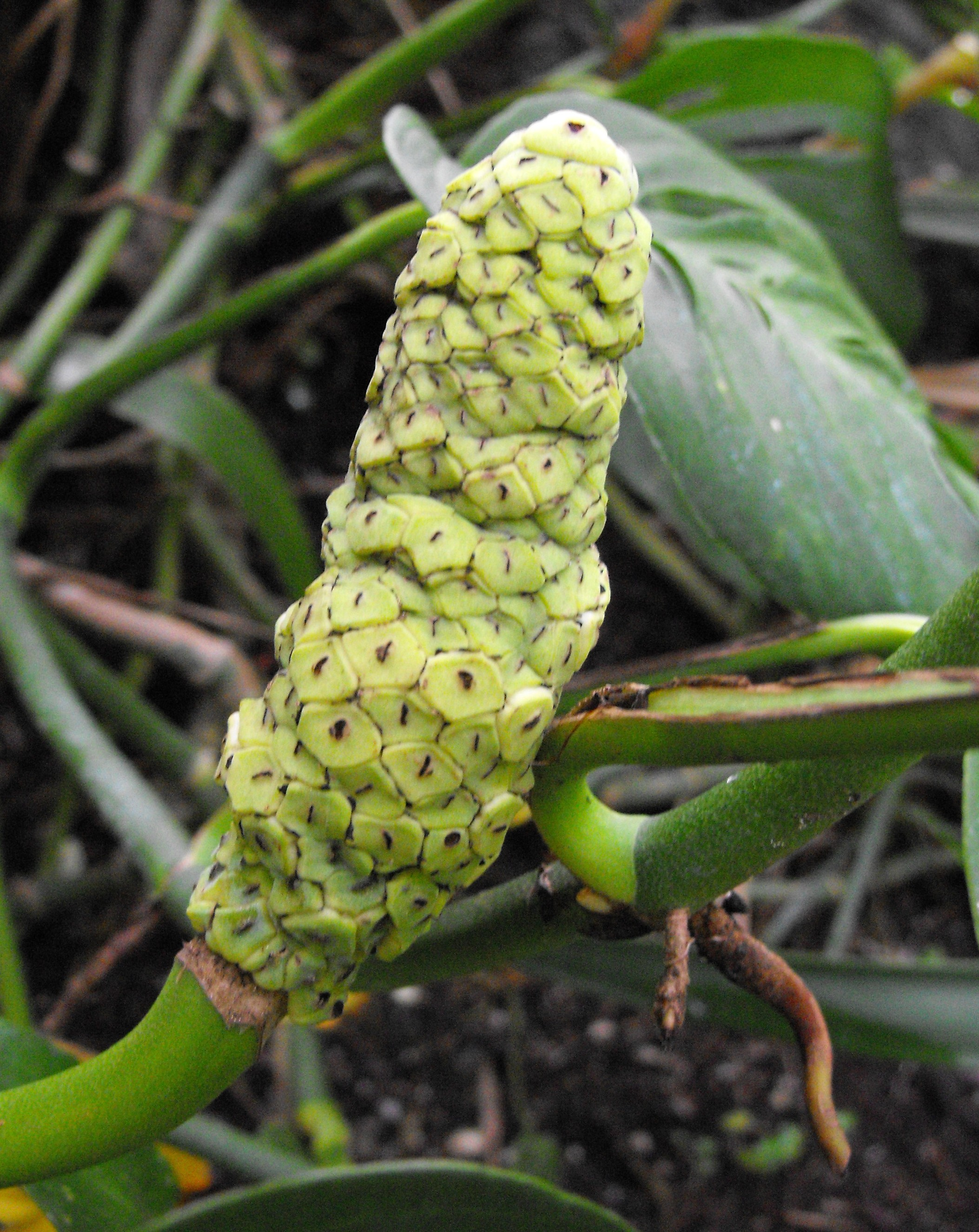
Owocostan monstery perforowanej

LiścieUlistnienie naprzeciwległe, naprzemianległe. Liście właściwe wierzchołkowo kolankowate, tworzące zwykle długą pochwę, trwałą, wysychającą do postaci błony lub odpadającą. Blaszki liściowe całobrzegie, asymetryczne, podłużne do jajowato-eliptycznych, często wyraźnie perforowane w wyniku programowanego obumierania niektórych komórek, rzadziej pierzastodzielne. Kształt liści młodocianych jest inny niż dojrzałych, nie są one nigdy perforowane. Nerwacja pierwszorzędowa pierzasta, zbiegająca się do żyłki marginalnej, drugorzędowa równoległo-pierzasta lub siatkowata (np. Monstera dubia), dalsza siatkowata. Liście młodych roślin często ściśle przywierają do pnia drzewa.
KwiatyRoślina tworzy w każdym rozgałęzieniu od jednego do kilku kwiatostanów, typu kolbiastego pseudancjum, na pędach kwiatostanowych krótszych od ogonków liściowych. Pochwa kwiatostanu jajowata do podłużno-jajowatej, o zaostrzonym wierzchołku, łódko-kształtna i trochę zwinięta u nasady, wewnątrz biała do różowej. Kolba siedząca, niemal cylindryczna, nieco krótsza od pochwy, pokryta obupłciowymi kwiatami pozbawionymi okwiatu, jedynie u nasady pokryta prątniczkami. Kwiaty zbudowane z 4 wolnych pręcików i pojedynczej zalążni. Pręciki o spłaszczonych nitkach i podłużno-eliptycznych pylnikach, otwierających się przez podłużną szczelinę. Zalążnia pryzmatyczna, odwrotnie jajowata do eliptycznej, dwukomorowa, z 2 anatropowymi zalążkami w każdej komorze, powstającymi z osiowo-bazalnych łożysk. Szyjka słupka masywna, szersza od zalążni, zakończona okrągłym, podłużno-eliptycznym lub równowąskim znamieniem.
OwoceMiąższowate jagody zawierające od 1 do 3 nasion. Nasiona odwrotnie jajowate do eliptycznych, spłaszczone, o gładkiej łupinie. Zarodek duży, bielmo nieobecne.
Gatunki podobnePrzedstawiciele plemienia Monstereae, od których różnią się budową kwiatów. Wiele gatunków monster jest podobnych do roślin z rodzaju filodendron, również w tym przypadku różnice morfologiczne dotyczą kwiatostanów.

## Biologia i ekologia
RozwójWieloletnie, wiecznie zielone hemiepifity, zwykle pnące się po pniach drzew lub głazach (np. monstera dziurawa, z wiekiem drewniejące do postaci lian. W okresie kwitnienia rośliny wykorzystują mechanizm termogenezy, podnosząc temperaturę kwiatostanu nawet o 15 °C powyżej otoczenia. Kwiaty monstery zapylane są przez pszczoły bezżądłowe z rodzaju Trigona oraz żukowate.
SiedliskoWilgotne lasy równikowe oraz lasy mgliste. Monstera dziurawa często występuje na stanowiskach palm z rodzaju sabal, które wykorzystuje jako podporę.
Cechy fitochemiczneTkanki tych roślin, w szczególności korzenie powietrzne i niedojrzałe owoce, zawierają w idioblastach kryształy szczawianu wapnia. Ugryzienie, żucie lub spożycie tych roślin może wywołać ostrą reakcję zapalną śluzówki jamy ustnej i układu pokarmowego, a kontakt soku z oczami, ich poważne podrażnienie. Owoce monstery dziurawej zawierają wysokie stężenie amin aromatycznych, dopaminy i tyraminy.
Liczba chromosomów 2n = 60 (24, 48, 56, 58, 70).

## Systematyka
Pozycja rodzaju według Angiosperm Phylogeny Website (aktualizowany system APG IV z 2016)Należy do plemienia Monstereae, podrodziny Monsteroideae, rodziny obrazkowatych (Araceae), rzędu żabieńcowców (Alismatales) w kladzie jednoliściennych (ang. monocots).
Podział rodzaju według Madisona (1977)
- sekcja Monstera
- sekcja Marcgraviopsis
- sekcja Echinospadix
- sekcja Tornelia

Gatunki
- Monstera acacoyaguensis Matuda
- Monstera acuminata K.Koch
- Monstera adansonii Schott – monstera Adansona
- Monstera amargalensis Croat & M.M.Mora
- Monstera aureopinnata Croat
- Monstera barrieri Croat
- Monstera buseyi Croat & Grayum
- Monstera cenepensis Croat
- Monstera costaricensis (Engl. & K.Krause) Croat & Grayum
- Monstera deliciosa Liebm. – monstera dziurawa, monstera wonna
- Monstera dissecta (Schott) Croat & Grayum
- Monstera dubia (Kunth) Engl. & K.Krause
- Monstera epipremnoides Engl.
- Monstera filamentosa Croat & Grayum
- Monstera glaucescens Croat & Grayum
- Monstera gracilis Engl.
- Monstera kessleri Croat
- Monstera lechleriana Schott
- Monstera lentii Croat & Grayum
- Monstera luteynii Madison
- Monstera membranacea Madison
- Monstera minima Madison
- Monstera molinae Croat & Grayum
- Monstera obliqua Miq. – monstera perforowana, monstera ukośna
- Monstera oreophila Madison
- Monstera pinnatipartita Schott
- Monstera pittieri Engl.
- Monstera praetermissa E.G.Gonç. & Temponi
- Monstera punctulata (Schott) Schott ex Engl.
- Monstera siltepecana Matuda
- Monstera spruceana (Schott) Engl.
- Monstera standleyana G.S.Bunting
- Monstera subpinnata (Schott) Engl.
- Monstera tenuis K.Koch
- Monstera tuberculata Lundell
- Monstera vasquezii Croat
- Monstera xanthospatha Madison

## Nazewnictwo
Toponimia nazwy naukowejNazwa naukowa rodzaju pochodzi od łacińskiego słowa monstrum (potwór, dziwadło) i odnosi się specyficznej perforacji liści wielu gatunków z tego rodzaju.
Nazwy rodzajoweRodzaj znany jest w Polsce pod spolszczoną nazwą łacińską „monstera”. Pod tą nazwą opisany został już w Botanice Szczególnej Czerwiakowskiego w roku 1852. W późniejszych pracach z przełomu XIX i XX wieku oprócz nazwy „monstera” podawana była obocznie nazwa „zlenna”, która jednak nie przyjęła się.

## Zastosowanie

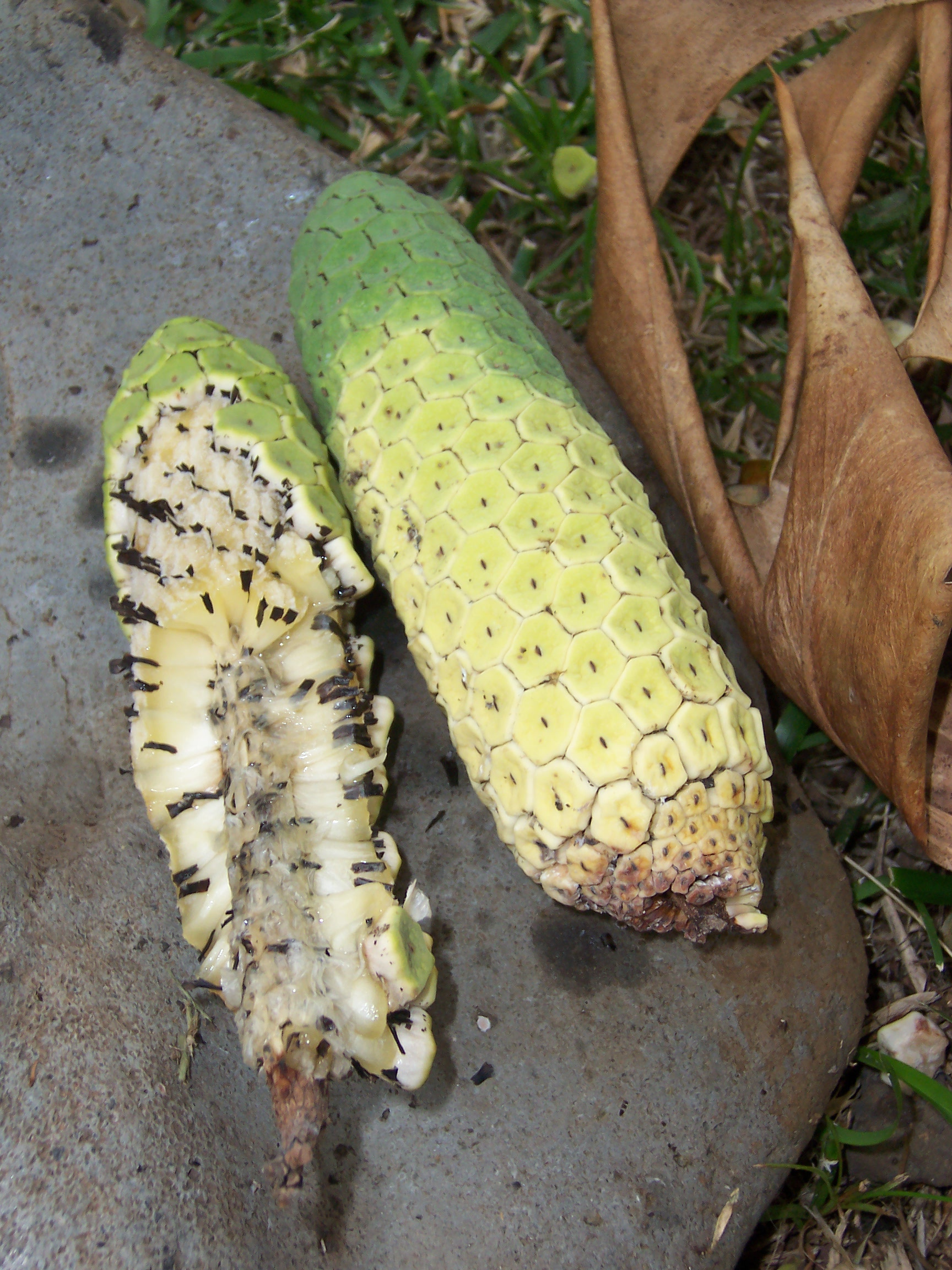
Owocostany monstery dziurawej

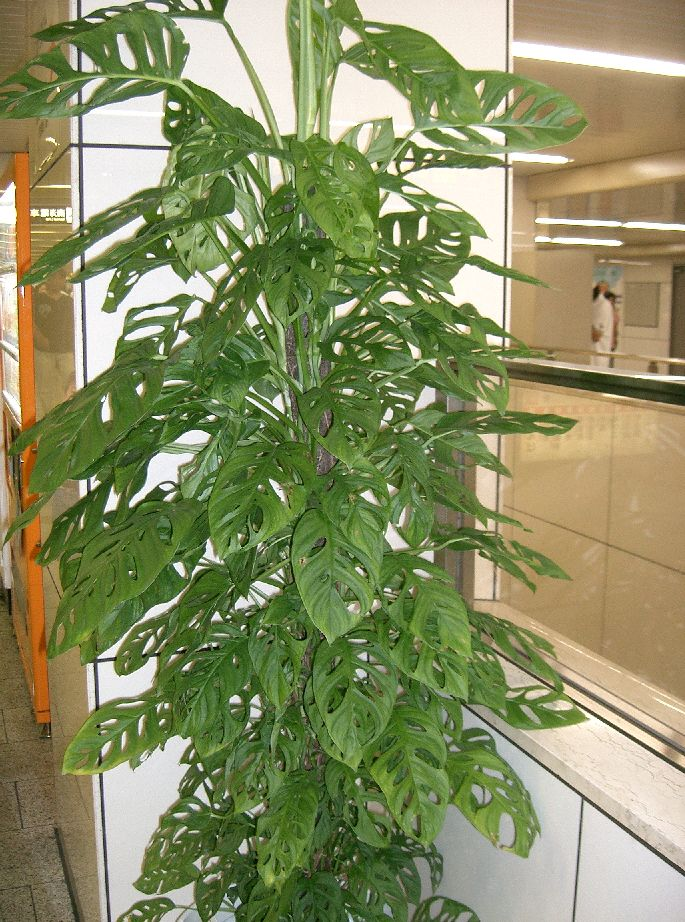
Monstera Adansona w uprawie

Rośliny leczniczeNapar z liści i korzeni powietrznych monstery dziurawej jest stosowany w leczeniu artretyzmu. Odpowiednio przygotowane korzenie tej rośliny służą też jako remedium na ukąszenia węży.
Rośliny spożywczeOwocostany monstery dziurawej (ang. ceriman), przypominające wydłużoną szyszkę, osiągające długość 30 cm i średnicę 6 cm, są jadalne i bardzo cenione w Ameryce. Mogą być spożywane jedynie po pełnym dojrzeniu, kiedy jagody osiągają żółtawą barwę i łatwo schodzi z nich skórka. Owoce nie w pełni dojrzałe są silnie piekące z uwagi na zawartość kryształów szczawianu wapnia. Kremowo-biały miąższ jagód jest bardzo delikatny i słodki, przypomina w smaku banana i ananasa lub piña coladę. Jest składnikiem deserów, sałatek owocowych i lodów.
Rośliny ozdobneMonstera dziurawa jest jedną z najpopularniejszych roślin pokojowych, uprawianą na całym świecie przede wszystkim ze względu na atrakcyjne, perforowane liście, osiągające długość 1 metra. Gatunek ten został introdukowany do uprawy w 1840 roku i obecnie jest częściej spotykany poza miejscem naturalnego występowania, gdzie jest rzadki. Oprócz monstery dziurawej w uprawie spotyka się mniej rosłe gatunki, np. Monstera dubia, monstera perforowana, o spiczastych, silnie perforowanych liściach, oraz Monstera acuminata, o blaszce liściowej nie większej niż 10–25 cm.
Inne zastosowaniaKorzenie powietrzne monstery dziurawej są surowcem do produkcji koszy i lin.